# Papúlino
Papúlino (en rus: Папулино) és un poble de l'óblast de Vladímir, a Rússia, segons el cens del 2010 tenia 651 habitants. Pertany al districte municipal de Mélenki.